# ابردین
اَبِردین (به انگلیسی: Aberdeen) سومین شهر بزرگ اسکاتلند و بیست و نهمین شهر بزرگ پادشاهی متحد بریتانیا است.

## پایتخت نفتی اروپا
این شهر به دلیل نزدیکی به مخازن نفتی دریایی و همچنین حضور و فعالیت گسترده شرکت‌های نفتی در آن به پایتخت نفتی اروپا شهرت دارد.

## جغرافیا
لقب ابردین، «شهر سنگ خارا» (به انگلیسی: The Granite City) و جمعیت آن ۲۱۲٬۱۲۵ نفر است.
ابردین بندر اصلی و مرکز تجاری شمال شرقی اسکاتلند است.
این شهر میان ریزشگاه رودهای دون و دی قرار دارد.
به ابردین «پایتخت نفت اروپا» هم گفته می‌شود زیرا از دهه ۱۹۷۰ پایگاه اصلی خدمات برای استخراج نفت از دریای شمال شده‌است.